# 王業 (藝術家)
王業（1934年—2016年2月20日），台灣省台南縣人，素人藝術家，畫風大膽，被藝術家朱銘稱作「台灣達利」。

## 生平
王業出生自台南縣安定鄉，年少喪親，藉著繪畫排解痛苦。年輕時北上到台北打拼，16歲時，因為對皮影戲感到好奇，開始鑽研寺廟中的雕飾背後代表的意義與表現技巧，但後來因為師傅擔心學徒技巧超過而中途作罷。在街頭到處流浪了兩年、兜售零食，直到家中二哥幫他找到新的老師得以學習繪製玻璃的技術。軍旅生活時，因為過去的學習成果屢屢獲獎，25歲退役後便開始關注傳統歷史人物之陶器製作，以及從事民間信仰如寺廟中的繪畫工作與浮雕創作。46歲後開始進行水墨創作，50歲後開始進行藝術性更大的創作，後常在花蓮舉辦展覽，去世之時也是在花蓮舉辦個展之時。遺體安葬於台北市天母南海普陀慧濟寺。

## 藝術成就
作品曾於1988年至美國文化中心展出，1991年至金山設下工作室進行創作，1992年朱銘文教基金會贊助出版畫集《王業畫夢: 湧動色彩的魔術師》。因為王業喜歡到處尋訪、透過飲酒助興產生創意，其作品都十分生動跳脫常見的敘述風格，許多神靈鬼怪的繪製，也受到法國傳赫尼樸素藝術館學術顧問羅宏·董向·馬克斯的讚賞，認為是「原生藝術的偉大職業畫家」1994年於台北縣立文化中心舉辦「東方綺夢幻影世界」個展，1997-1998年世界巡迴展出「台灣樸素藝術」，2007年於台南文化中心發佈「南瀛樸素之美」聯展 ，2012年在花蓮維納斯藝廊舉行「原生台灣-王業的繪畫世界」巡迴展。2014年，其作品〈造福〉獲得香港藝術集團看中，在拍賣會上以70萬元的起標價拍賣，並以91萬元台幣價格成交。2015年在花蓮舉辦《不必盡出於理~王業＆上山的對話》交流展。2016年在花蓮舉辦個展《猴吉花蓮港～王業的神佛慶典與奇幻劇場》。

## 家庭
王業有一兒，是石雕師王甘丹。另育有一兒，名王甘榮。

## 外部連結
- . 台灣好夥伴志業股份有限公司. 2015  [2016-02-25]. （原始内容存档于2017-03-05）.
- .   [2016-02-26]. （原始内容存档于2017-03-09）.
- 劉秀美. . 2015-10-15  [2016-02-26]. （原始内容存档于2017-03-05）.
- jblost - 破時期. . 2006-04-08  [2016-02-26]. （原始内容存档于2017-03-05）.